# Cultura de los túmulos
La cultura de los túmulos fue una cultura arqueológica que se desarrolló en Europa central durante el Bronce Medio, entre 1600 a. C. y 1200 a. C. Este complejo cultural se extendió por las áreas que ocupó anteriormente la cultura de Unetice: República Checa, centro y sur de Alemania y oeste de Polonia.

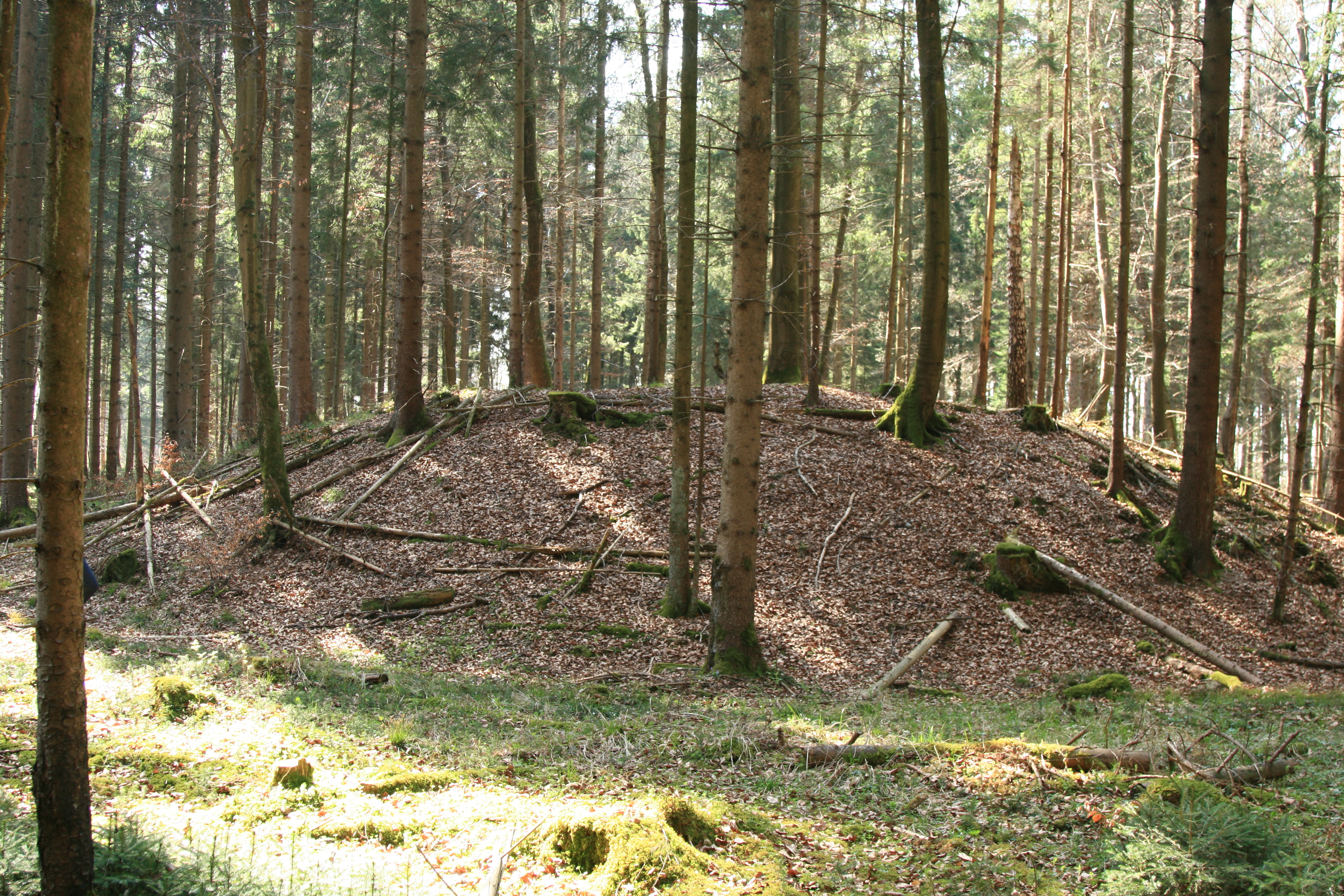
Túmulo en medio de un bosque situado al sudeste de Grafrath (Baviera, Alemania); datado entre 1600-300 a. C.

Se denomina así por la presencia mayoritaria de sepulturas de inhumación (o incineración) individuales bajo túmulos. Esta práctica y el abandono de las necrópolis del período anterior han sido considerados siempre como elementos de ruptura, pero últimamente se ha comprobado que las estructuras tumulares ya aparecían en la época de Unetice. La mayoría de los túmulos se localizan lejos de las tierras más fértiles, en áreas de montaña y boscosas, lo que ha llevado a identificar a sus constructores como unas comunidades ganaderas. Pero recientemente se han descubierto en Baviera, Breisgau o Bohemia restos de asentamientos en llano, tanto de poblados grandes como de viviendas aisladas, identificados gracias a fosas o silos, ya que las construcciones no se han conservado. Se han hallado cerámicas decoradas, recipientes de almacenamiento y unos pocos objetos de bronce.
Los túmulos tenían planta redonda u ovalada, y estaban rodeados exteriormente por un círculo de piedras. El rito predominante inicialmente fue el de la inhumación (excepto en Bohemia), pero la cremación fue en auge hasta dominar el panorama funerario a partir del 1300 a. C. Se ha constatado una clara diferenciación por sexos en los ajuares, que son bastante homogéneos: mientras que los masculinos se componen de puñales, hachas, algún adorno de metal (como agujas y broches), a veces espadas y siempre vasos cerámicos, los femeninos carecen de armas e incorporan adornos y complementos también en bronce (agujas, brazaletes, colgantes, etc.). Los túmulos aparecen a veces aislados y otras formando extensas necrópolis de hasta 500 estructuras (Dysina en Bohemia o el bosque de Haguenau en Alsacia, siendo especialmente rico en objetos de bronce este último). Estas necrópolis están separadas por amplias áreas sin restos de ningún tipo, lo que se ha interpretado como posibles fronteras entre grupos.
Es frecuente el depósito de restos óseos de animales en los enterramientos, al igual que la existencia de enterramientos dobles. La producción de elementos de bronce se realizaba con moldes de piedra, lo cual permitió la proliferación de los adornos en metal.
Los lugares de habitación situados en zonas altas no son muy grandes y solían contar con defensas naturales, aunque a veces estaban rodeados de murallas de madera y tierra, con uno o más fosos. Las viviendas eran de planta rectangular o trapezoidal, construidas con madera y materiales perecederos, lo cual sugiere una cierta movilidad.
Hacia el 1300 a. C. comenzó a diluirse la homogeneidad de los grupos de los túmulos en Centroeuropa, siendo abandonados los poblados de altura para concentrarse en lugares aislados y bien defendidos. En Bohemia, Moravia y Silesia el cambio fue menos radical, compartiendo el territorio poblados que ya existían de antes con núcleos fortificados de nueva construcción. Así, empezaba a producirse una lenta transición que desembocó en la aparición de los primeros campos de urnas.